# Heinz Zoll
Heinz Zoll (* 4. Dezember 1926 in Magdeburg) ist ein ehemaliger deutscher Radrennfahrer.

## Sportliche Laufbahn
Zoll begann mit dem Radsport, angespornt durch die Erfolge seines Bruders Martin, im Magdeburger Verein „Krampe 1910“. Über die Teilnahme am „Ersten Schritt“ wurde er ein erfolgreicher Jugendfahrer. 1943 wurde seine Laufbahn durch die Einberufung zur Deutschen Wehrmacht unterbrochen. Nach der Rückkehr aus der Kriegsgefangenschaft siedelte er sich zunächst in Biederitz und später in Berlin an und wurde er Profi-Radrennfahrer von 1949 bis 1958. Sein erstes Rennen als Radprofi 1946, die Goldene Armbinde von Magdeburg, gewann er auf der damaligen Radrennbahn an der Berliner Chaussee von Magdeburg.
Nach seinem Sieg beim Berliner Rundstreckenrennen Rund um den Pfefferberg, erhielt er einen Vertrag von der Firma Dürkopp. Zoll konnte bei der Ostzonenmeisterschaft 1949 zwei Titel erringen, im Einzelfahren über eine Stunde und im Zweier-Mannschaftsfahren mit seinem Standard-Partner Wolfgang Weighardt. In der Saison 1949 war er mit 17 Siegen der erfolgreichste Radprofi aller vier Besatzungszonen. 
Bei der Deutschland-Rundfahrt 1950 gewann er die 14. Etappe und wurde 12. der Gesamtwertung. Anschließend spezialisierte er sich auf Sechstagerennen. Bis 1957 startete er bei 40 Sechstagerennen, von denen er zwei gewann: 1952 in Berlin mit Émile Carrara und 1957 in Cleveland mit Herbert Weinrich. In Berlin war Zoll insgesamt vierzehn Mal am Start. 1955 wurde er mit Weinrich auch deutscher Meister im Zweier-Mannschaftsfahren. 1957 beendete er seine Laufbahn.

## Familiäres
Heinz Zoll hatte zwei Brüder, die ebenfalls Radsportler waren: Martin (ehemaliger deutscher Jugendmeister und im Zweiten Weltkrieg gefallen) und Fred Zoll.